# Botrychium australe
Botrychium australe là một loài dương xỉ trong họ Ophioglossaceae. Loài này được (Christ) R.T. Clausen mô tả khoa học đầu tiên năm 1938.